# Wang Hui (malarz)

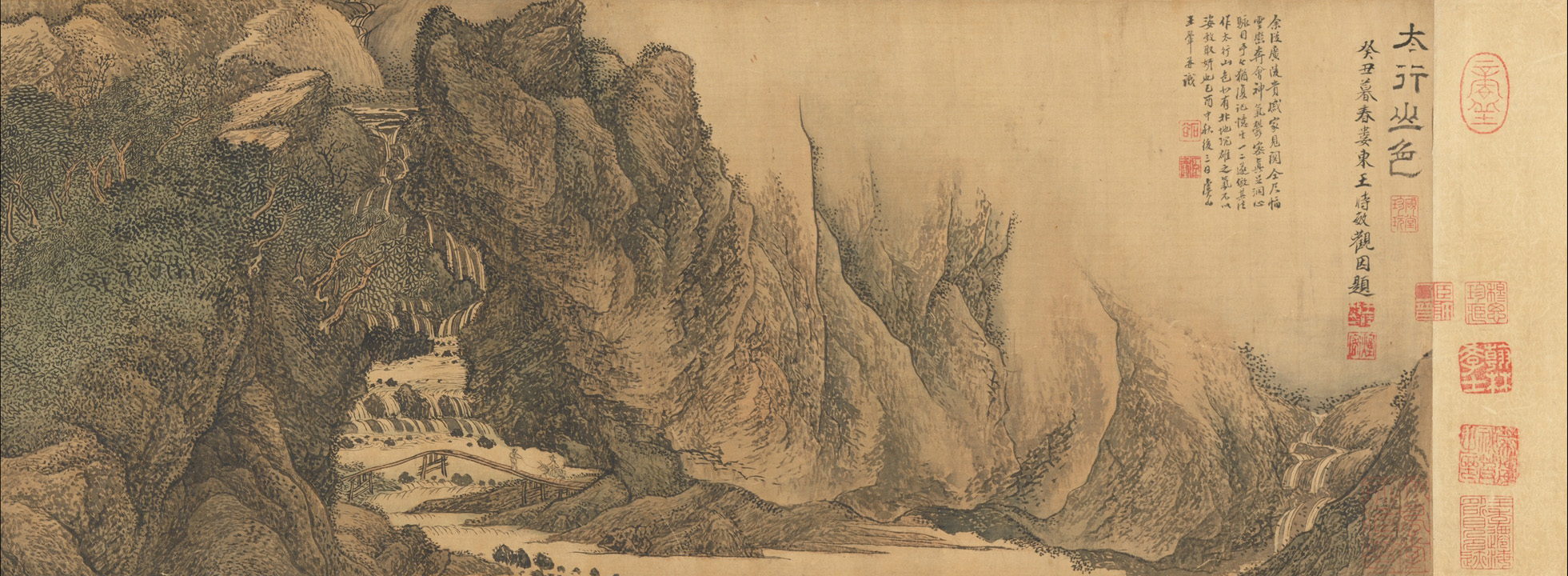
Wang Hui, Kolory Góry Taihang, 1669, ze zbiorów Metropolitan Museum of Art w Nowym Jorku

Wang Hui (chiń. upr. 王翚; chiń. trad. 王翬; pinyin Wáng Huī; ur. 1632, zm. 1717) – chiński malarz z okresu wczesnej dynastii Qing.
Pochodził z prowincji Jiangsu. Był uczniem Wang Shimina. Wspólnie z nim oraz Wang Jianem i Wang Yuanqi zaliczany jest do grupy tzw. „czterech Wangów”. Podobnie jak pozostali jej przedstawiciele malował krajobrazy. Naśladował twórczość dawnych mistrzów z okresu X wieku i epoki Song, głównie Dong Yuana i Jurana. W latach 1691–1698 na zlecenie dworu w Pekinie wykonał serię zwojów przedstawiających sceny z podróży cesarza Kangxi do południowych prowincji.